# Argyrolobium zanonii
Espèce
Classification phylogénétique
Argyrolobium zanonii, l'Argyrolobe de Linné, est une espèce de plantes à fleurs du genre Argyrolobium et de la famille des fabacées originaire du sud de l'Europe et du nord de l'Afrique. Elle est également trouvée en France.